# Боттичини, Франческо

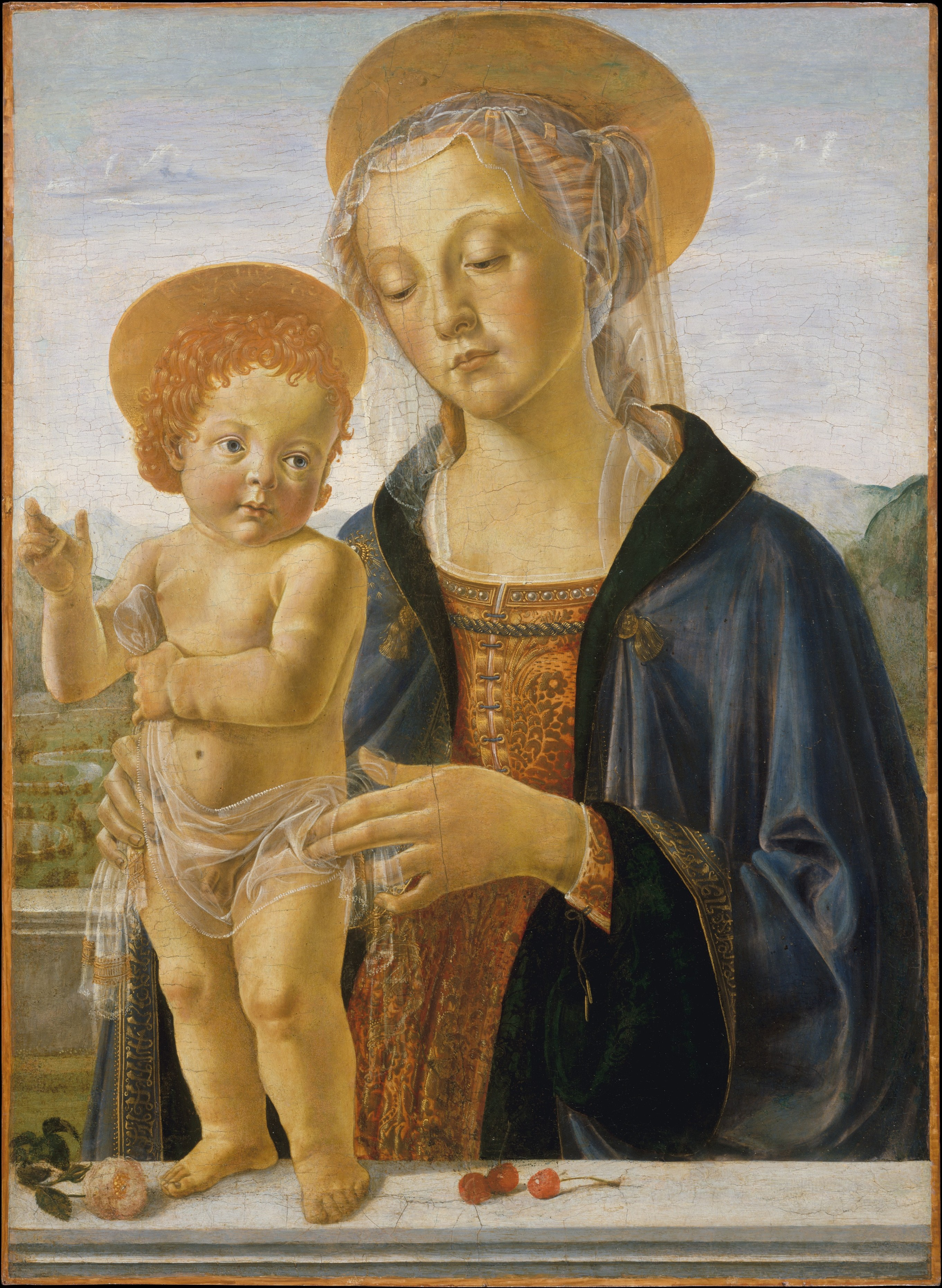
Мастерская Верроккьо. Мадонна с Младенцем. 1460-е. Музей Метрополитен, Нью-Йорк. Современные исследователи склоняются к тому, что это одна из наиболее ранних работ Боттичини

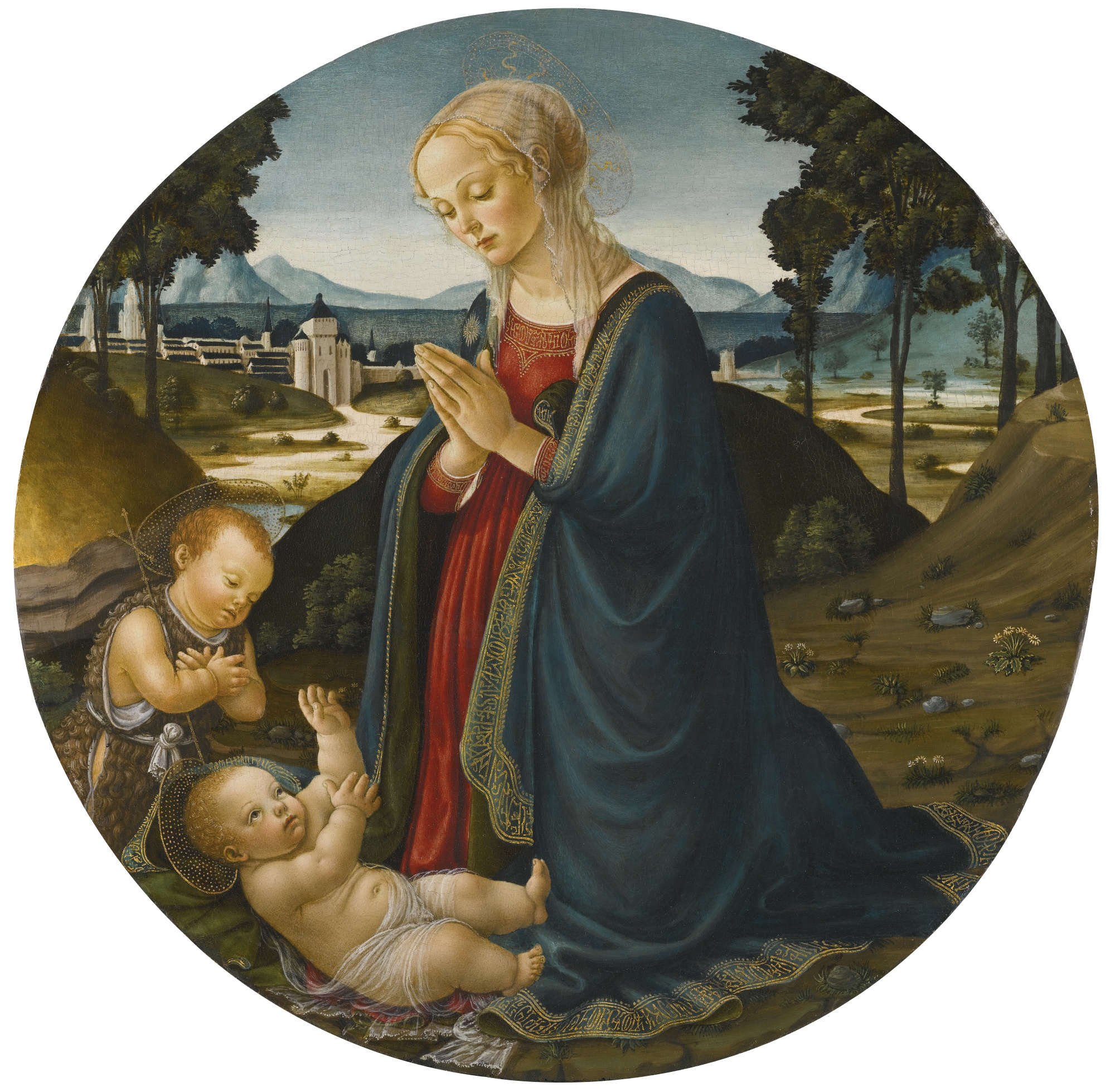
Франческо Боттичини. Мадонна с Младенцем. Частное собрание. В мадоннах Боттичини исследователи видят одновременно влияние Андреа Верроккьо и Сандро Боттичелли

Франческо Боттичини (итал. Francesco di Giovanni Botticini; 1446, Флоренция — 16 января 1498, Флоренция) — живописец раннего итальянского Возрождения периода кватроченто флорентийской школы.

## Биография
Несмотря на то, что Франческо Боттичини был довольно крупным флорентийским художником, Джорджо Вазари не оставил никаких упоминаний о нём в своём многотомном труде. Более того, самое известное произведение Боттичини, картину «Вознесение Марии» («Алтарь Пальмьери», Лондон, Национальная галерея) Вазари ошибочно приписал работе Сандро Боттичелли. Немногочисленность документов, обнаруженных в архивах, не позволяет последовательно и полно выстроить биографию художника.
Боттичини родился в семье Джованни ди Доменико, художника, изготовлявшего и расписывавшего игральные карты. По всей вероятности, именно отец привил ему вкус к рисованию и научил основам рисунка и живописи. В возрасте двенадцати или тринадцати лет (22 октября 1459) Франческо был отдан в обучение флорентийскому художнику Нери ди Биччи, который возглавлял мастерскую по изготовлению разнообразной живописной продукции религиозного содержания, выполненной на среднем, коммерческом уровне. Нери ди Биччи в истории итальянского искусства прославился своим «Дневником», в котором с методичностью бухгалтера описывал свой коммерческий подход к искусству: расходы и доходы, а также все события, связанные со своей работой. В «Дневнике» он называет Боттичини «Francesco di Giovanni naibaio» (термином «найбайо» обозначалась рутинная работа подмастерья, который занимался росписями ящиков, шкатулок, флагов и прочей мелочью) и сообщает, что менее чем через год (24 июня 1460) Франческо сбежал из его мастерской. В 1469 году, девять лет спустя, Боттичини в свои двадцать три года был уже настолько самостоятельным и уважаемым мастером, что вошёл в комиссию по оценке качества одной из работ своего бывшего учителя, выполненной для монастыря Санта-Мария-ди-Кандели (этот факт также описан в «Дневнике» Нери ди Биччи). По общему мнению специалистов, Франческо Боттичини оставил Нери ди Биччи ради мастерской Андреа Верроккьо, выдающегося мастера Ренессанса, выпестовавшего и открывшего миру целый ряд больших талантов — Леонардо да Винчи, Сандро Боттичелли, Доменико Гирландайо, Пьетро Перуджино и др. Именно в мастерской Верроккьо Боттичини достиг уровня настоящего мастера в рисунке, пластике фигур и в композиционных решениях. Влияние учителя на Франческо было столь сильным, что некоторые его работы раннего периода исследователи ошибочно считали произведениями самого Андреа Верроккьо.
Около 1470 года художник вступил в Братство Архангела Рафаила (так наз. «Раффа»), и написал для него известную картину «Три архангела и Товий», которая ныне хранится в Галерее Уффици (сохранилась запись о выплате художнику небольшой суммы за часть выполненной работы). Год спустя (1471) имя Франческо появляется среди членов Братства св. Луки (объединение художников, скульпторов, ювелиров и т. д.). Приблизительно в это время он создаёт мастерскую, игравшую заметную роль в художественной жизни Тосканы, и работает во Флоренции, Эмполи, Вальдарне, выполняя разнообразные заказы, среди которых знаменитое «Вознесение Марии» (1474—76 гг., Национальная галерея, Лондон) и «Табернакль св. Себастьяна» (после 1476 года, Эмполи, Музей). Далее документы освещают его деятельность в 1484 и 1491 годах. В них сообщается, что в этот период художник работал над алтарём для церкви Сант Андреа, так наз. «Табернаклем Таинства», который был установлен в храме в 1491 году.
В конце 1480-х и в 1490-х годах семейное предприятие, в котором наряду с Франческо Боттичини трудился и его сын Рафаэлло, выполняло работы в небольших поселениях вокруг Флоренции. В Фучеккио, городке недалеко от Эмполи, сохранился контракт от 1492 года, согласно которому Боттичини написал алтарную картину «Мадонна с младенцем и святыми» для Братства св. Креста (ныне в Музее Метрополитен, Нью-Йорк), а его сын Рафаэлло алтарную картину «Благовещение со св. Франциском и Андреем». К 1490-м годам исследователи относят целый ряд крупных работ, созданных Франческо для провинциальных храмов — Алтарь св. Иеронима (Лондон, Национальная галерея), алтарь «Мадонна с младенцем и святыми» (Прато, Музей) и др. По всей вероятности, художник всю свою жизнь прожил во Флоренции, в районе Санта Кроче, выезжая по делам лишь в небольшие провинциальные города, и продолжал активно работать до самой смерти, наступившей 16 января 1498 года.

## Творчество
В круговороте художественных идей, сменявших одна другую во Флоренции второй половины XV века, Франческо Боттичини вполне успешно лавировал, используя в своём искусстве всё, что считал необходимым. В его работах видят влияние Верроккьо, Боттичелли, Андреа дель Кастаньо, Козимо Росселли, Филиппино Липпи и фламандской живописи. Первые исследователи творчества Боттичини, такие как Бернард Бернсон и Раймонд ван Марле, критически относились к его наследию, обвиняя художника в недостатке оригинальности и склонности к имитации стилей других живописцев. Современные специалисты, не столь категоричные в своём критицизме, ссылаются на «Трактат» Ченнино Ченнини, в котором сообщается, что копирование широко известных художников было частью тренинга, для чего существовали сборники рисунков и схем, которые циркулировали среди художественных мастерских.
Творчество Боттичини делится на три основных периода: ранний, в котором видна зависимость от искусства его учителя Андреа Верроккьо; зрелый период 1470-х — начала 1480-х годов, когда художник, находясь под влиянием работ Сандро Боттичелли и фламандской живописи, смог создать индивидуальный сложный и изысканный стиль; и поздний период, для которого характерно воспроизводство художественных клише и повторение проверенных собственных формул — в это время художник работал в основном для заказчиков из провинциальных городков, окружающих Флоренцию. Существующие сегодня произведения, приписываемые мастеру, как правило, не имеют подписи и даты, поэтому разные авторы относят некоторые его работы то к ранним, то к более поздним.

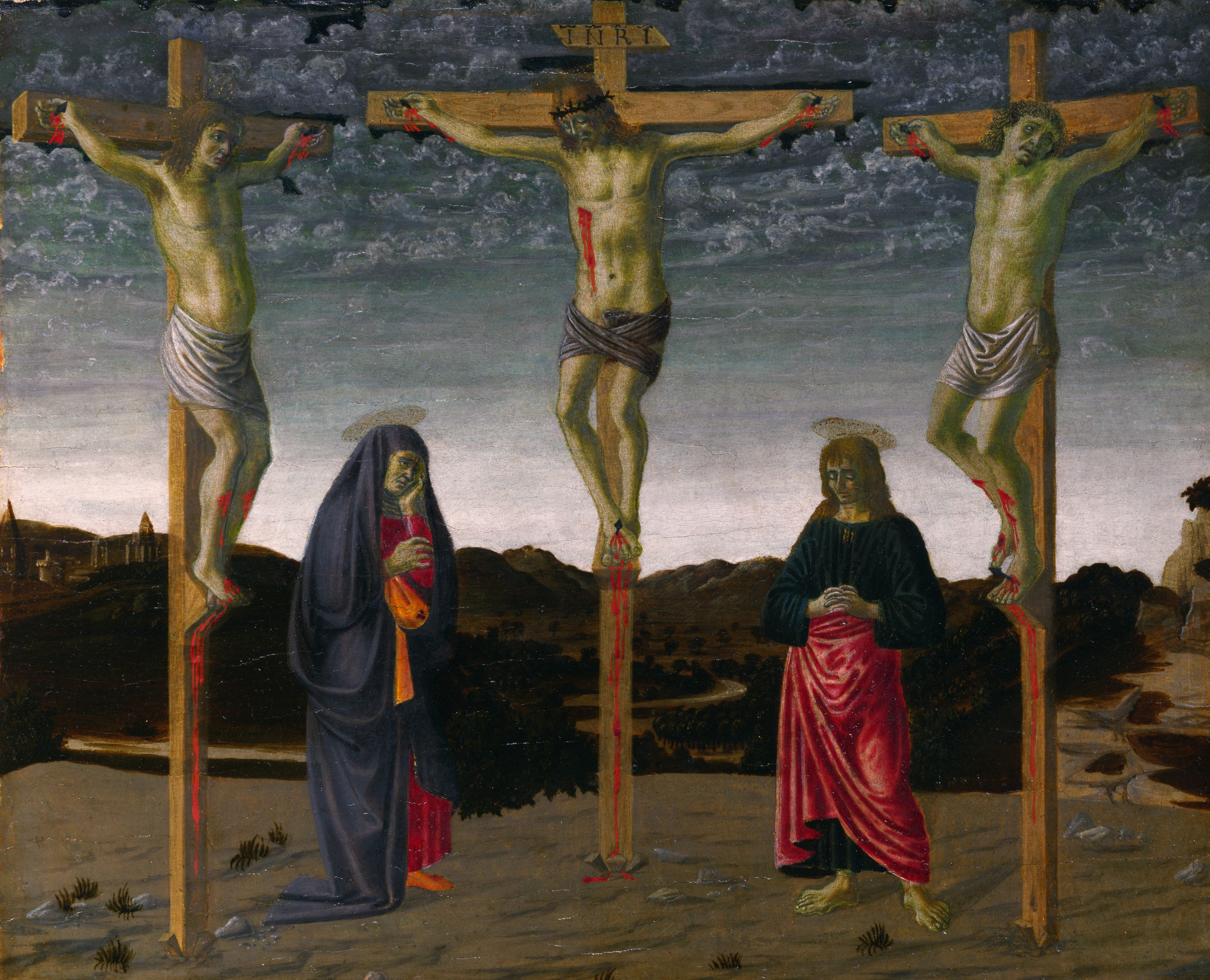
Распятие. Ок. 1471. Национальная галерея, Лондон

## Ранние работы
Эверетт Фэйхи и Лучано Беллози, исследовавшие творчество юного Боттичини, отнесли к раннему периоду (1465—70) целый ряд произведений, среди которых «Св. Себастьян» (Музей Метрополитен, Нью-Йорк; работа ранее приписывалась Андреа Кастаньо); серию картин пределлы неизвестного алтаря — «Воскресение Христа» (Коллекция Фрик, Нью-Йорк) и «Распятие» (Национальная галерея, Лондон); «Бичевание Христа» (колл. Бернсона, Сеттиньяно), «Тайная вечеря» (Нац. Галерея Шотландии, Эдинбург) и др. Ряд исследователей считает «Мадонну с младенцем» из музея Метрополитен, Нью-Йорк, которая приписывалась то мастерской Верроккьо, то кисти самого Андреа Верроккьо, также ранней работой Франческо Боттичини. Высшей точкой периода зависимости от творчества Верроккьо, было создание картины «Три архангела и Товий» (ок. 1471 г.; Галерея Уффици, Флоренция). Ранее её считали работой Андреа Верроккьо, настолько картина стилистически близка кругу произведений на эту тему вышедших из его мастерской (напр. вариант из Национальной галереи, Лондон).

## Три архангела и Товий

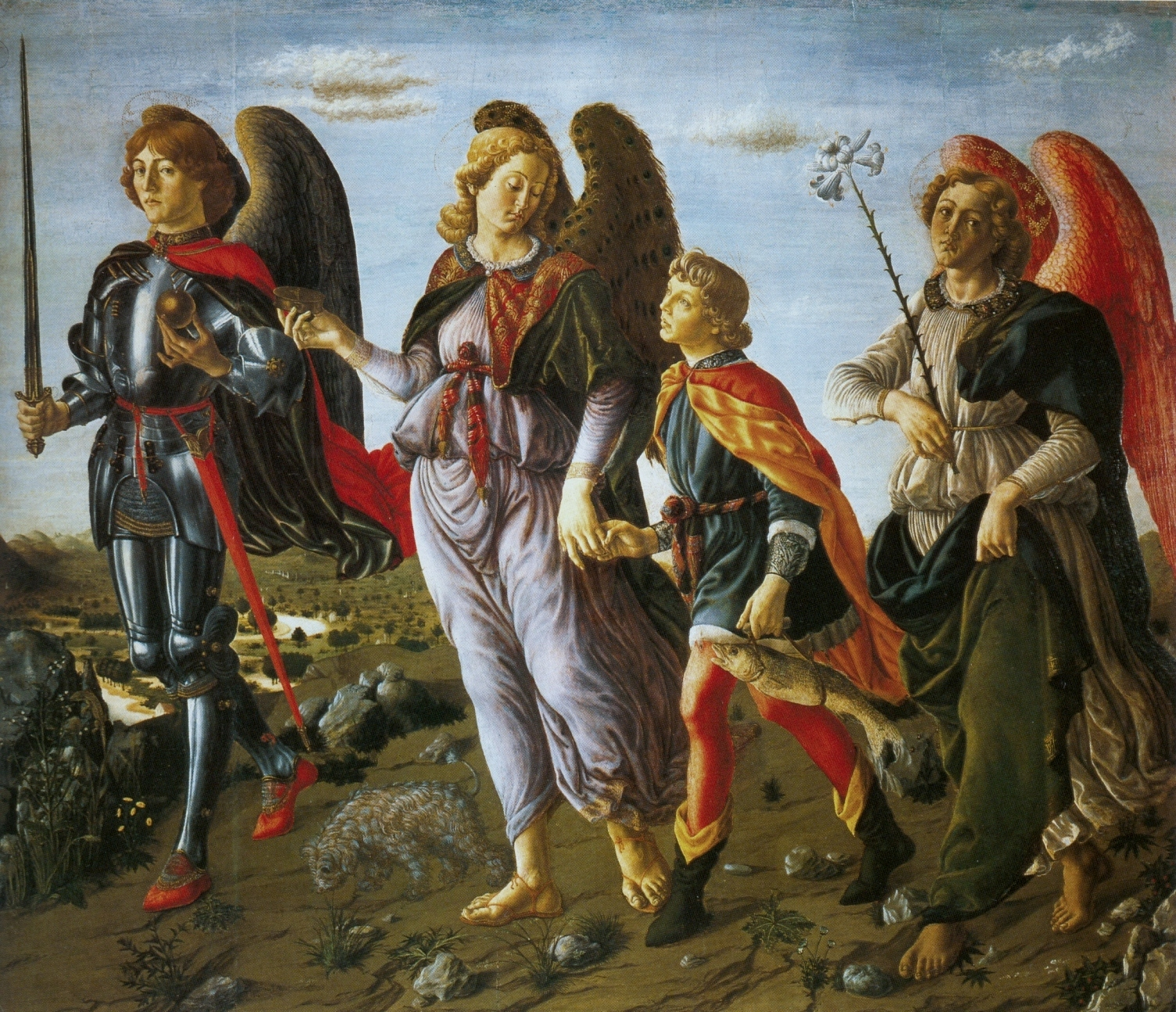
Три архангела и Товий. Ок. 1471. Галерея Уффици, Флоренция

История Товия описывается в библейской Книге Товита, которая не была включена в канонический текст. Товит был богатым торговцем из Ниневии, делавшим много добра людям, и впоследствии разорившимся. Он послал своего сына Товия в Мидийские Раги, чтобы вернуть серебро, давно отданное на хранение своему бывшему партнёру. Товий познакомился с молодым человеком, который сказал, что знает дорогу, и вызвался сопровождать его. По пути Товий решил вымыться в речке, и на него напала большая рыба. Его спутник приказал схватить её, и выкинуть на берег. Рыбу они испекли и съели, а печень, сердце и желчь её взяли с собой. Отец Товия страдал слепотой, и спутник Товия посоветовал вылечить его желчью этой рыбы. После нескольких драматических коллизий, Товий благополучно возвратился домой, вылечил глаза отца, и только потом понял, что его сопровождал не кто иной, как сам архангел Рафаил. Благодаря этой библейской истории архангел Рафаил стал почитаться как покровитель путешественников и искусный целитель. Этот культ вызвал появление Братства Архангела Рафаила, очень популярного во Флоренции в 1450—80 годах, и картин с изображением истории Товия, которые в этот период создавали самые разные художники. Как правило, эти картины предназначались не для алтаря, но вешались на боковых стенах храмов, что позволяло верующим обратиться к архангелу Рафаилу с той или иной мольбой.
Франческо Боттичини написал свой вариант истории Товия по заказу Братства Архангела Рафаила («Il Raffa»), фактическим членом которого он стал около 1470 года. В отличие от работы на эту тему его учителя Андреа Верроккьо, художник увеличил число персонажей, включив ещё двух архангелов — Михаила (с мечом) и Гавриила (с цветком лилии в руке). В центре архангел Рафаил ведёт Товия, держа в другой руке баночку, в которой находятся сердце, печень и желчь пойманной рыбы. Исследователи отмечают, что, как правило, рыба, которую несёт Товий, изображалась маленькой, и это может свидетельствовать о том, что художники не были знакомы с оригинальным текстом Книги Товита. Художник обращался к теме Товия неоднократно; его кисти приписывают, по меньшей мере, семь вариаций на эту тему; более того, история Товия была столь популярна в то время, что этот сюжет художник включал в традиционное изображение «Поклонения младенцу Христу» (Кливленд, Музей искусства), «Мадонну с младенцем на троне со святыми» (Национальная галерея Шотландии, Эдинбург) и «Распятие со святыми» (ранее хранилось в Музее Кайзера Фридриха).

## Зрелый период

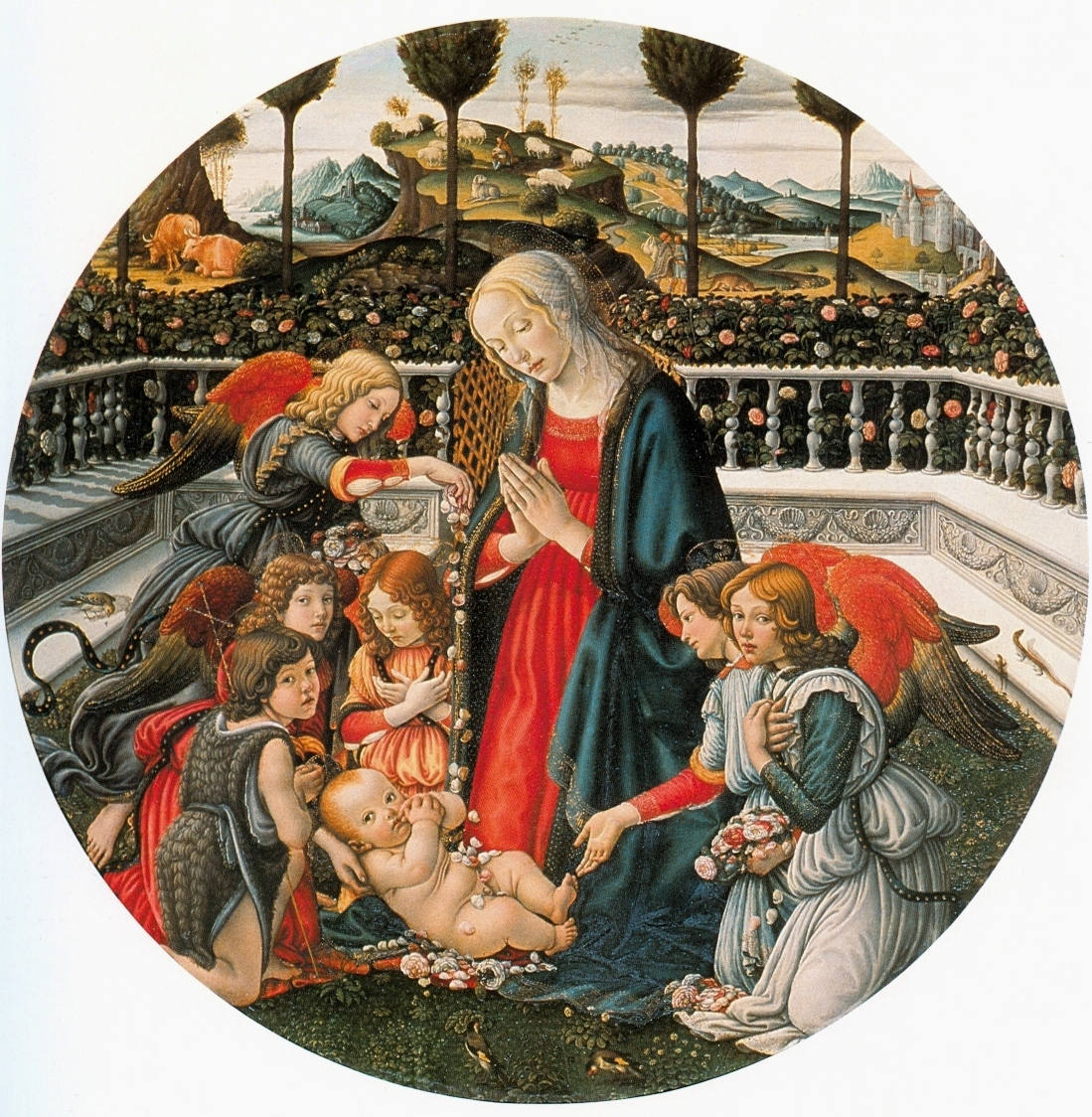
Мадонна поклоняющаяся Младенцу Христу С Иоанном Крестителем и ангелами. Ок. 1485. Галерея Питти, Флоренция

В 1470-е годы Франческо вступает в зрелый и творчески наиболее продуктивный период. Усвоив поэтику и изящество Боттичелли а также натурализм фламандской живописи, и соединив их с навыками, полученными у Верроккьо, и некоторыми находками Филиппино Липпи, художник синтезирует собственный стиль, имевший успех у современников. Об успехе свидетельствует многочисленность работ, созданных Боттичини в 1470-х — первой половине 1480-х годов: «Мадонна с младенцем на троне с Иоанном Крестителем и св. Панкратием, Себастьяном и Петром» (190х195 см, на алтаре есть дата — 1471 г., Музей Жакмар Андрэ, Париж), «Св. Себастьян» (141х66,7 см; 1473—74 гг., Музей Метрополитен, Нью-Йорк) «Мадонна с младенцем на троне и двое святых» (140х143 см, 1470—75 гг., колл. Харриса, Лондон), погибший во время бомбардировок Берлина в 1945 году алтарь «Распятие со св. Антонием-аббатом, св. Лаврентием, св. Петром-мучеником, архангелом Рафаилом и Товием» (1470—75 гг., хранился в Музее Кайзера Фридриха); «Алтарь св. Моники» (179х180 см, 1470—1478 гг., ц. Санто Спирито, Флоренция; на картине можно видеть прекрасно выполненные портреты монахинь-августинок).
Исследователи считают, что после установки «Алтаря св. Моники» во флорентийском храме Франческо побывал в Эмполи, где создал целый ряд замечательных работ, среди которых «Табернакль св. Себастьяна», (художник выполнил совместно со скульптором Антонио Росселлино; после 1476 г., Эмполи, Музей), «Благовещение» (две створки, каждая размером 190х82 см, ок. 1480 г., Музей ц. Колледжата, Эмполи) и «Табернакль Сакраменто» («Табернакль Таинства Причастия», ок. 1485 г., Эмполи, Музей). Последняя работа была начата в 1484 году по заказу Братства Белых одежд (Compania della veste Bianca); в 1491 году алтарь был установлен в храме Сант Андреа, но завершён только в 1504 году сыном Франческо — Рафаэлло Боттичини. Далее были созданы «Мадонна с младенцем во славе с Марией Магдалиной и св. Бернардом» (188х177 см, ок. 1485 г., Париж, Лувр), алтарная картина «Снятие с креста с Богоматерью, Иосифом Аримафейским, Марией Магдалиной, св. Бернардином и св. Себастьяном» (148х148 см, 1480—85 гг., Фьезоле, ц. Бадиа Фьезолана), небольшой триптих "Мадонна с младенцем и святыми Домиником, архиепископом, Фомой Аквиниским и Николаем Барийским (Музей Пти Пале, Авиньон), целая серия вариантов «Поклонения Марии младенцу Христу» (их сохранилось более дюжины), множество изображений «Мадонны с младенцем», и целый ряд других работ.
К 1485 году относят создание картины «Мадонна поклоняющаяся младенцу Христу с Иоанном Крестителем и ангелами» (тондо диам. 123 см, Галерея Питти, Флоренция). Исследователи отмечают в ней сильное фламандское влияние; это изображение Марии в саду считают переложением старой готической модели hortus conclusus («закрытого сада»), которое художник выполнил новыми ренессансными средствами. Картина послужила прототипом для целой серии подобных работ «в стиле Боттичини». Несомненным шедевром этого периода является большая алтарная картина «Вознесение Марии» («Алтарь Пальмьери», ок. 1475—76 гг., Лондон, Национальная галерея).

## Галерея

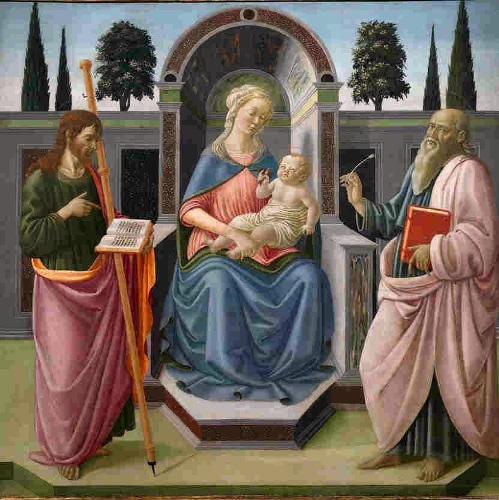
Мадонна с Младенцем и святыми. 1470—1475. Лондон, коллекция Харриса
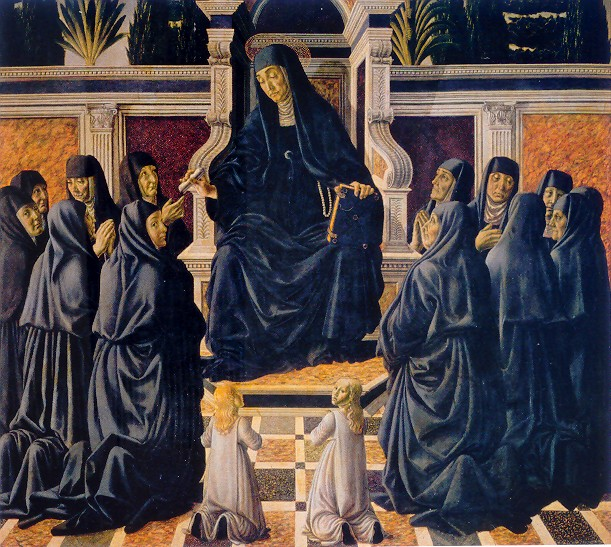
Алтарь Святой Моники. 1470—1475. Церковь Санто-Спирито, Флоренция
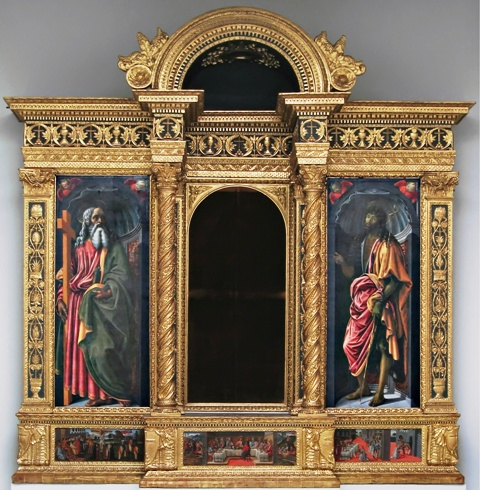
Табернакль Сакраменто (Табернакль Таинства Причастия) 1484—1491. Эмполи, Музей
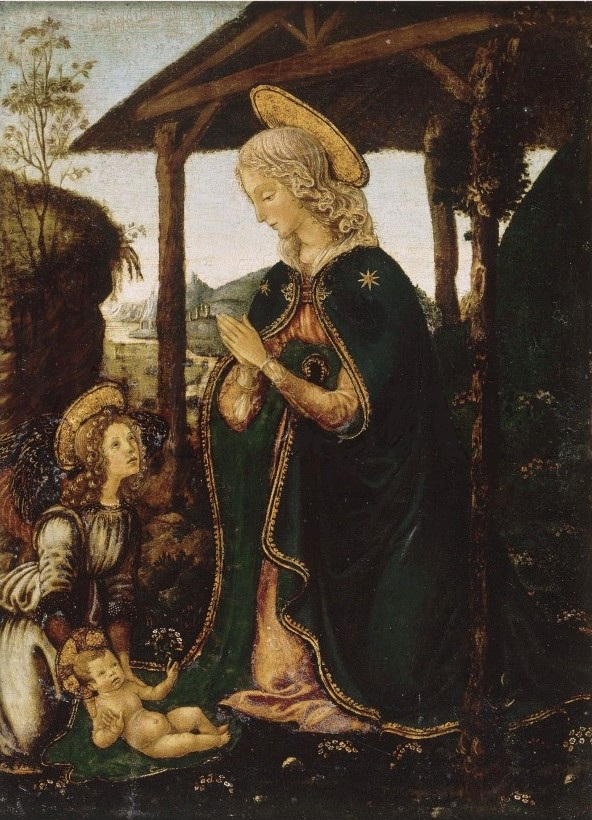
Мадонна поклоняющаяся младенцу Христу. 1475—1498. Авиньон, Пти-Пале
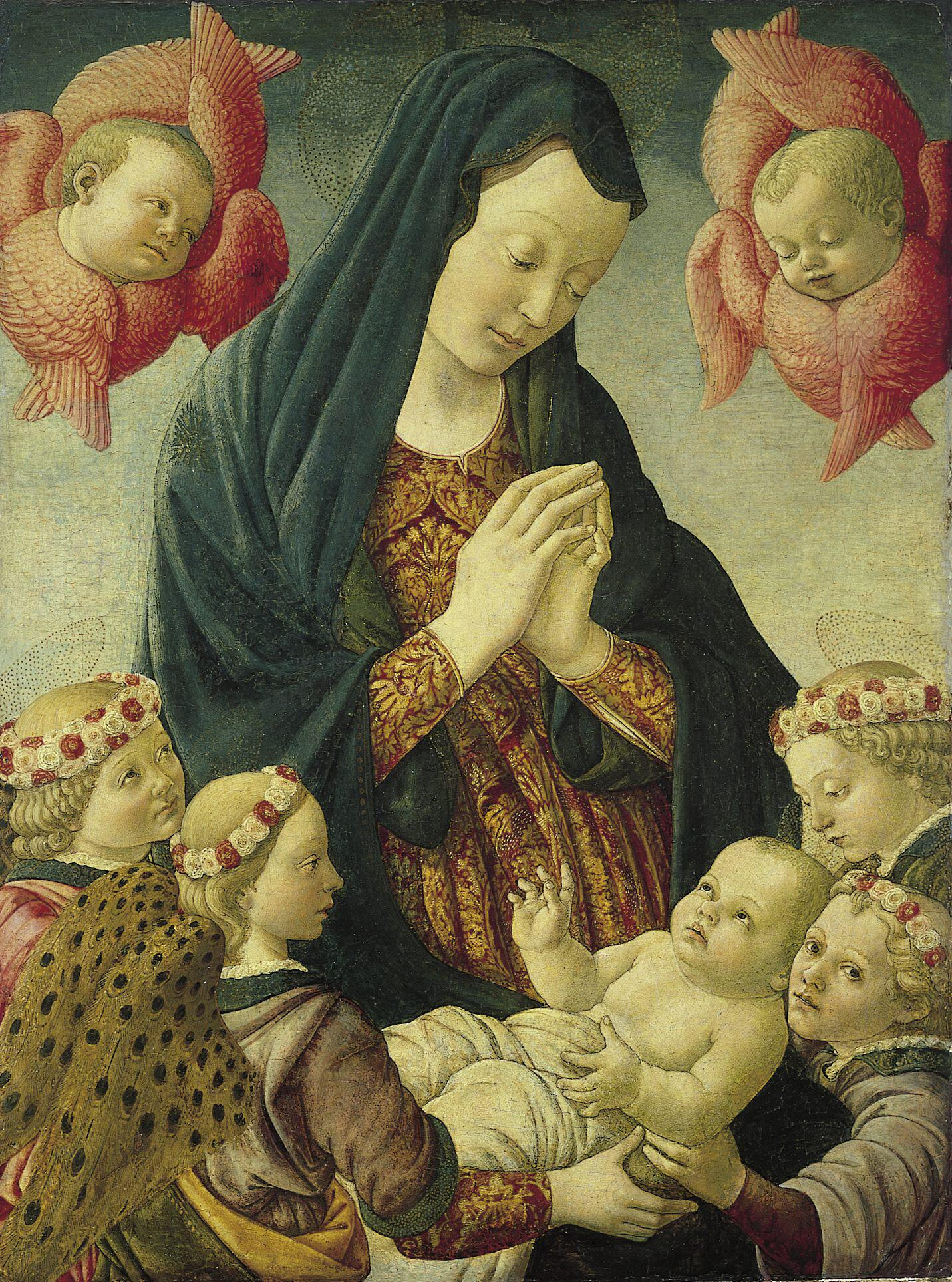
Мадонна с Младенцем, ангелами и двумя херувимами. 1470—1475. Музей Нортона Саймона, Пасадена, Калифорния, США
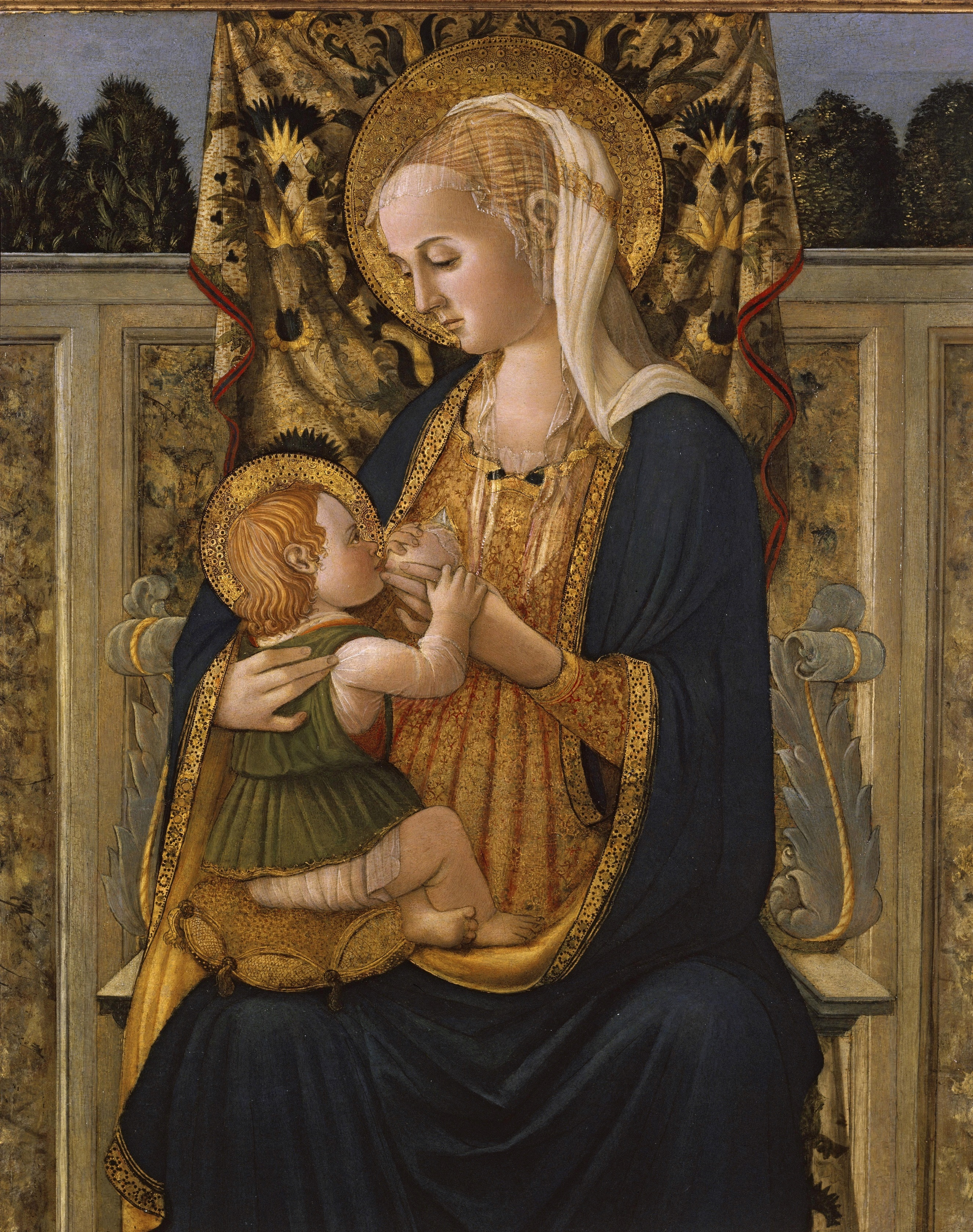
Мадонна с Младенцем. Ок. 1475. Музей Брукса, Мемфис
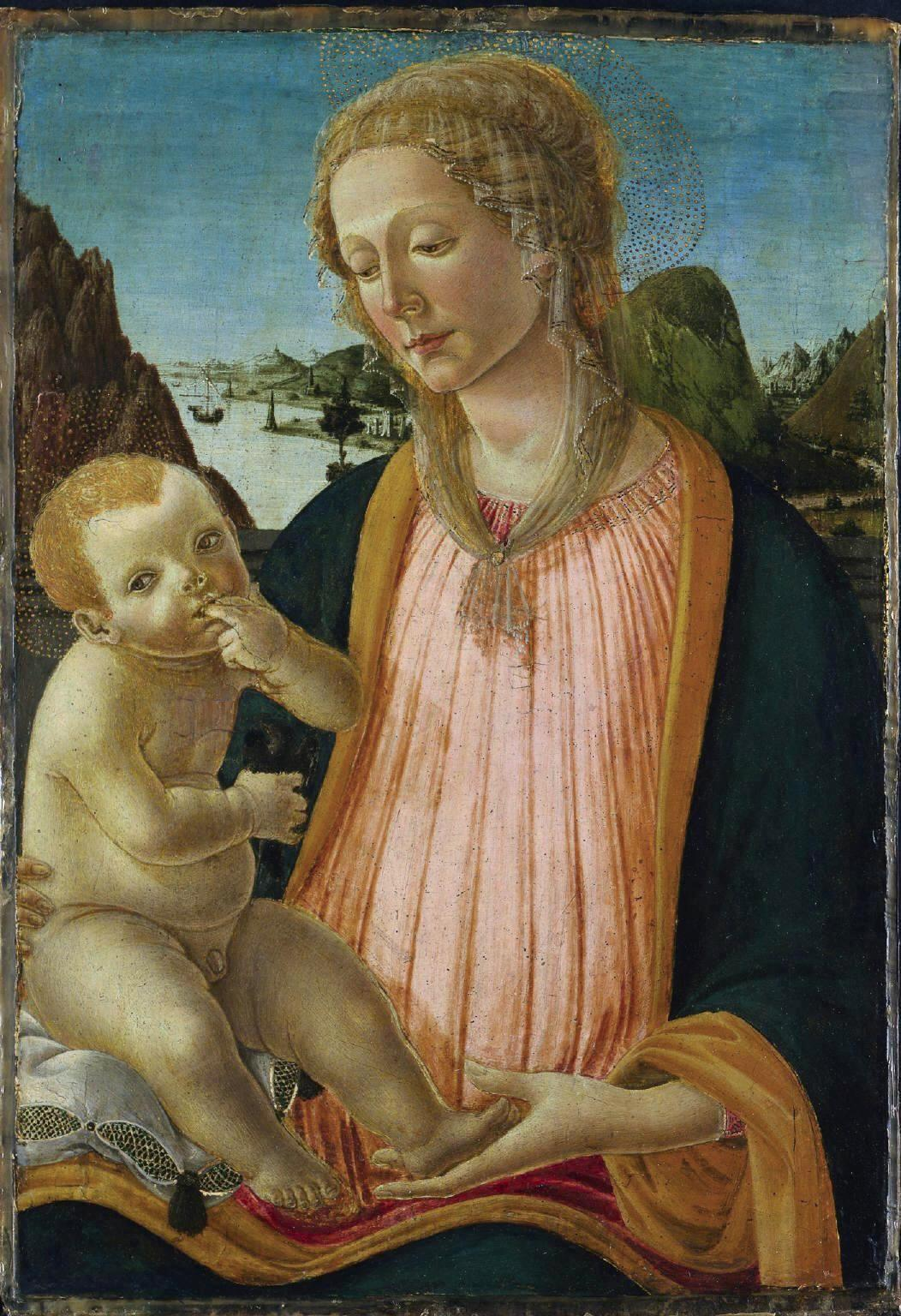
Мадонна с Младенцем. 1475—1480. Музей искусства, Кливленд

## Алтарь Пальмиери

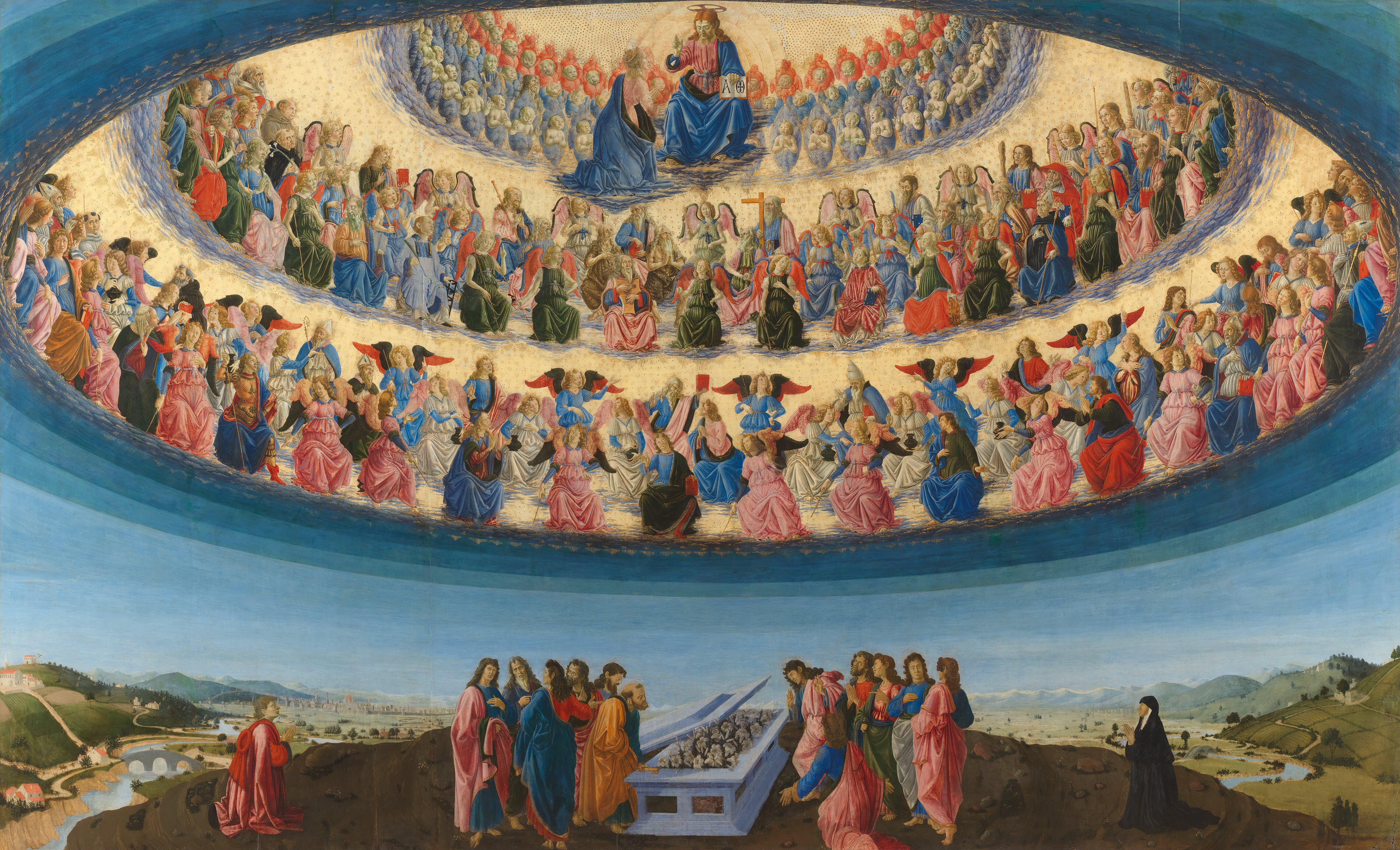
Вознесение Марии. Ок. 1475. Национальная галерея, Лондон

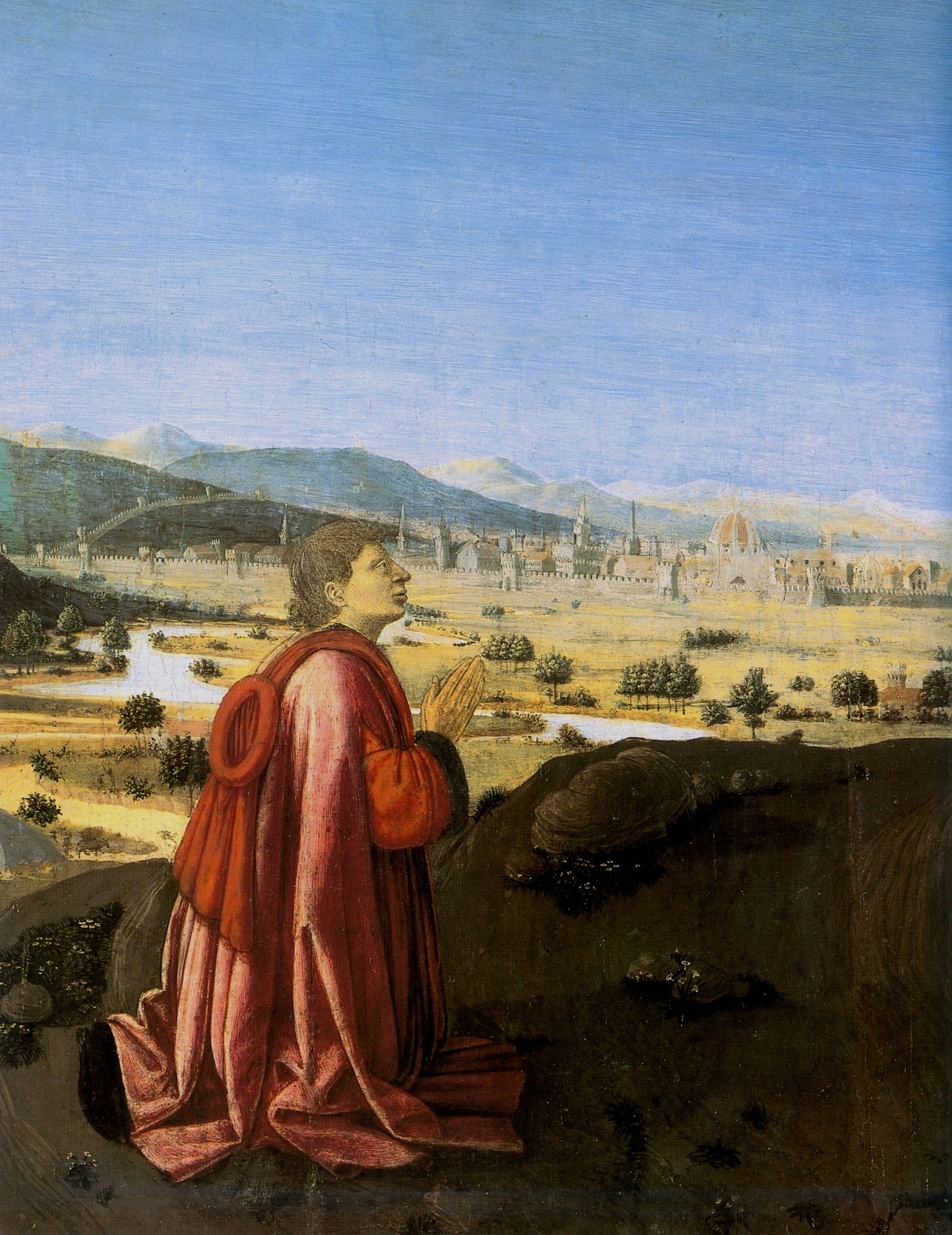
Вознесение Марии. Деталь: Маттео Пальмиери

Произведение было написано по заказу Маттео Пальмиери (1406—1475), богатого флорентийца, государственного деятеля, поэта и гуманиста. Контракт на создание алтаря не сохранился, но до наших дней сохранились косвенные свидетельства, подтверждающие, что работа была выполнена Боттичини. Пальмиери заказал алтарь незадолго до смерти, наступившей в 1475 году, для своей семейной капеллы в церкви Сан-Пьер-Маджоре. После кончины супруга, его вдова Никколоза Серральи передала художнику деньги для завершения работы. Алтарь был установлен в капелле до 1477 года; окончательный расчёт с Боттичини произвёл Антонио, племянник Маттео Пальмиери, которому было поручено ведение семейных дел. В 1783 году церковь Сан-Пьер-Маджоре была разрушена, и картина находилась в собственности семейства Пальмиери, пока не была продана антикварному торговцу. Пройдя через несколько рук, она оказалась у герцога Гамильтона, который купил её в 1882 году для Лондонской Национальной галереи как произведение Сандро Боттичелли.
Алтарь отличают не только большой размер (228,5 х 377 см), но и необычная иконография композиции «Вознесения Марии». Художник поделил картину на две части — земную, в которой можно видеть обширную панораму, уходящую вдаль, и небесную, устремлённую концентрическими кругами ввысь. В нижней части возле опустевшего гроба Марии, в котором, как символ Её чистоты и непорочности, выросли лилии, собрались двенадцать апостолов, с удивлением обсуждающие произошедшее. Слева, на фоне вида Флоренции в позе донатора изображён Маттео Пальмиери, справа его супруга Никколоза. Над всем происходящим на земле разверзлась гигантская небесная высь, в которой на трёх кругах разместился сонм ангелов и святых, состоящий из девяти уровней, в полном соответствии с церковным учением об ангельской иерархии, ведущим своё начало от времён Дионисия Ареопагита. 
В картине отсутствует популярный для живописи XV века сюжет с апостолом Фомой, получающим от Марии пояс, который символизировал с одной стороны доказательство Её восшествия на небо, с другой связь Неба и Земли. По сути, художник соединил два иконографических мотива в один — изображение Ангельской иерархии (обычно сонм ангелов и святых изображался в «Короновании Марии») и Вознесения Марии. Верхняя часть картины с многочисленными фигурами ангелов в самых разных позах своим изяществом напоминает работы Верроккьо и Сандро Боттичелли, нижняя, своей безграничной панорамой земли — работы фламандских мастеров.
Среди сочинений Маттео Пальмиери есть философская поэма, написанная в терцинах, под названием «Град жизни» (Citta di Vita), в которой он возродил некоторые старые идеи Оригена (в частности, о происхождении людей от ангелов), и утверждал гражданские идеалы гуманизма (в частности, считал, что тот, кто правит на земле, имеет право на занятие места среди святых на небе). Как сочинение еретическое она была запрещена церковью и увидела свет только в XIX веке. Старые источники (Ландино, 1481 г.; Вазари, 1568 г.) пишут о ереси Пальмиери. Россели в 1657 году сообщает, что алтарь был закрыт завесой от посетителей. Кроме того, лицо Маттео Пальмьери на картине было повреждено злоумышленником так, как это иногда делалось в отношении отступников от веры (хотя повреждение могло возникнуть и по другим, чисто техническим причинам; отреставрировано в 1956 г.). Тем не менее, современные исследователи считают, что необычная иконография картины (в ангельской иерархии присутствуют хоть и святые, но всё же люди) вряд ли связана с ересью Пальмиери, а еретический алтарь вряд ли смогли бы долго терпеть в своём храме монахини-бенедиктинки, которым принадлежала церковь Сан-Пьер-Маджоре. Более того, в дальнейшем разные художники неоднократно в том или ином виде повторяли иконографическую находку Боттичини.

## Поздние произведения

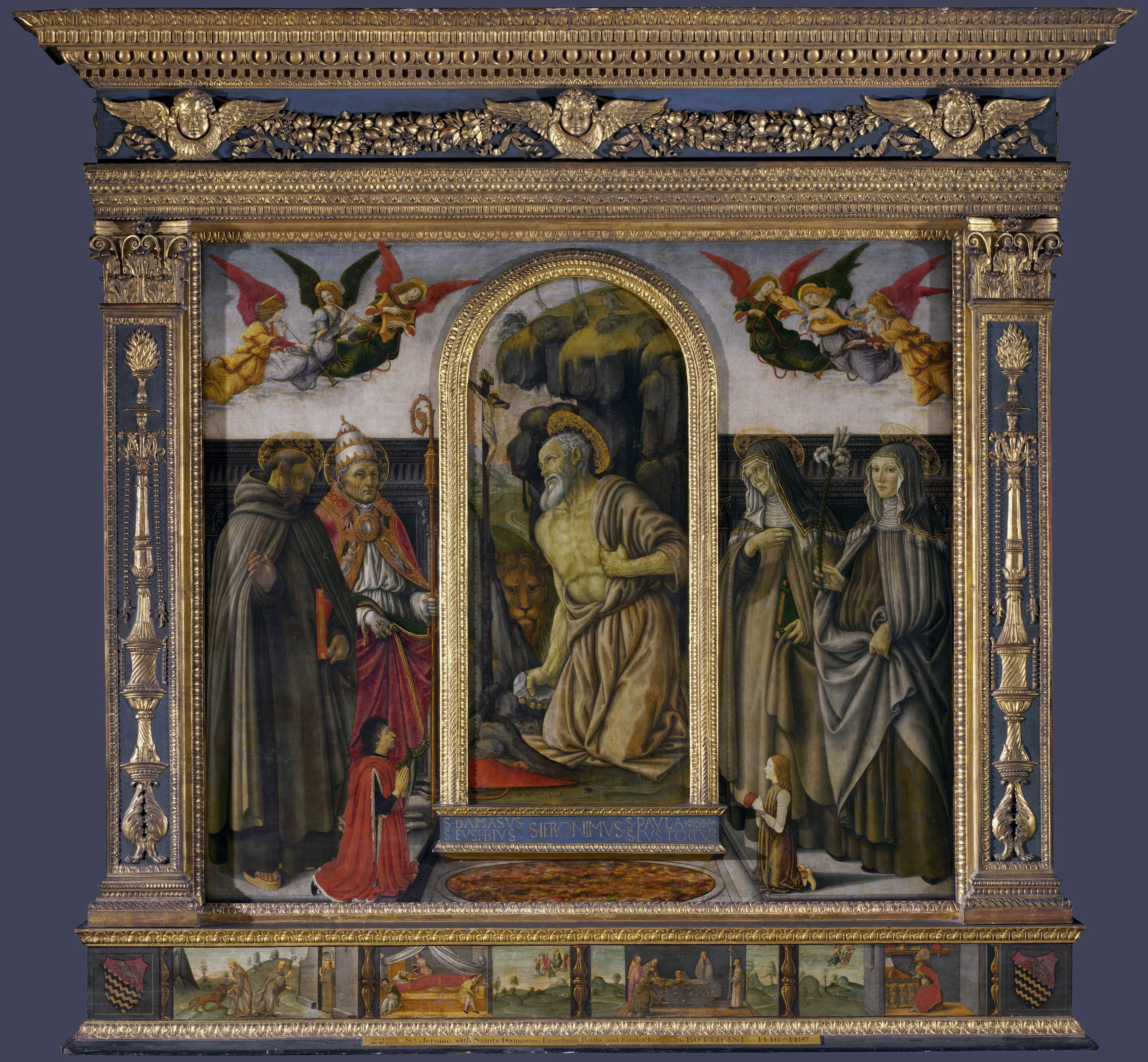
Алтарь Ручеллаи. 1490—1498. Национальная Галерея, Лондон

В конце 1480-х — 1490-е годы художник не столько экспериментировал, сколько воспроизводил наработанные ранее композиционные схемы. После смерти Лоренцо Медичи в 1492 году Флоренция вступила в период политической нестабильности. В 1494 году фактическим правителем Флоренции стал монах Савонарола, с ним город погрузился в религиозную ортодоксию. 
Боттичини пережил это время, выполняя заказы для церквей в небольших городках вокруг Флоренции. Среди наиболее крупных его произведений этого периода: алтари «Мадонна с Младенцем на троне с ангелами и святыми Бенедиктом, Франциском, Сильвестером и Антонием-аббатом», выполненная для Братства Святого Креста в Фучеккио (287,5х153,3 см; Метрополитен-музей, Нью-Йорк); «Мадонна с Младенцем на троне со святыми, архангелом Рафаилом и Товием» (ок. 1495 г.; 149х170 см; Национальная галерея Шотландии, Эдинбург); «Мадонна с Младенцем на троне со святыми Иеронимом, Франциском, Антонием Падуанским и Людовиком Тулузским» (157x133 см, 1490—1498. Муниципальный музей, Прато); «Алтарь Ручеллаи» (Св. Иероним в пустыне, святые Дамасий (папа), Евсевий, Паула и Евстохий; 235x258cm, 1490—1498. Национальная галерея, Лондон). Возможно, это было последнее крупное произведение Боттичини. Предполагают, что его заказал представитель могущественного флорентийского семейства Джироламо ди Пьеро ди Кардинале Ручеллаи (ум. 1497?), который был похоронен возле этого алтаря в церкви Иеронимитов (Отшельников св. Иеронима) во Фьезоле. Святой Иероним (итал. Джироламо) был покровителем усопшего, и на алтаре, по всей вероятности, в качестве донаторов изображён Джироламо ди Пьеро со своим сыном. В пределле алтаря располагаются картины со сценами из жизни Святого Иеронима. Особенностью алтаря является его рама, которая, несмотря на реставрацию, сделанную в XIX веке, сохранила клеймо первоначального резчика. Таким образом, в своей основе это оригинальная рама XV века, что является большой редкостью.
К 1490-м годам относят также «Поклонение Марии младенцу Христу» (88x57 см, 1490-е гг.; Ка д’Оро, Галерея Франкетти, Венеция) и ещё несколько подобных работ, «Мадонны» из музея Цинциннати и из музеев в Отёне и в Гроттингене, «Коронование Марии» в Галерее Савой, Турин. Работе Боттичини приписывают также несколько мужских портретов, созданных в разное время. Всего с именем этого живописца разные исследователи связывают более ста произведений: картин-икон, алтарей и разрозненных алтарных створок. Сын Франческо — Рафаэлло Боттичини (род. 1477 — документы сообщают о нём до 1520 года), в основном работал в провинции, но уже в иной живописной манере, поскольку художественные тенденции быстро менялись, и в начале XVI века стиль Франческо Боттичини выглядел явным анахронизмом.

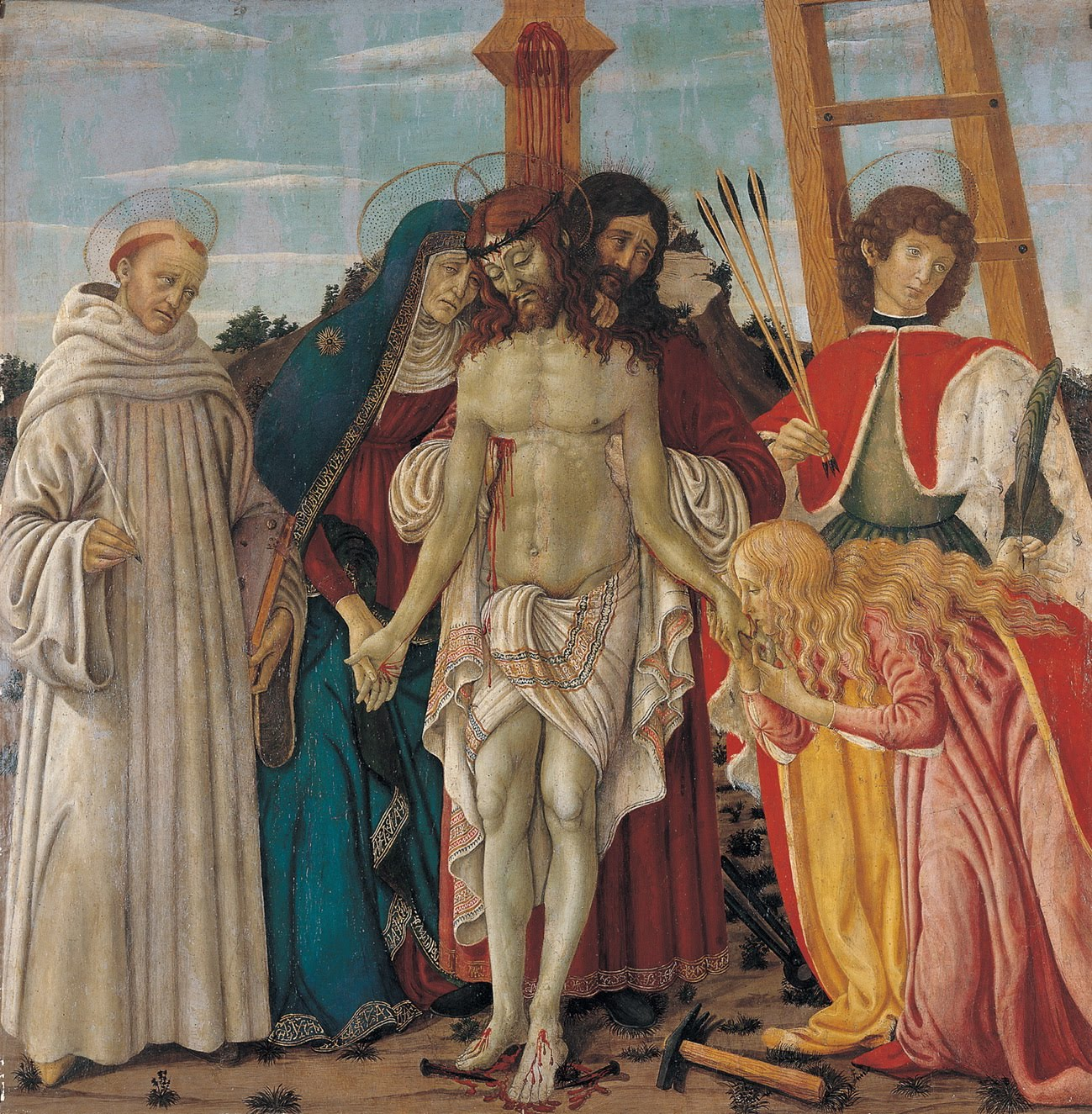
Снятие с креста с Богоматерью и святыми. 1480—1485. Церковь Бадиа Фьезолана, Фьезоле
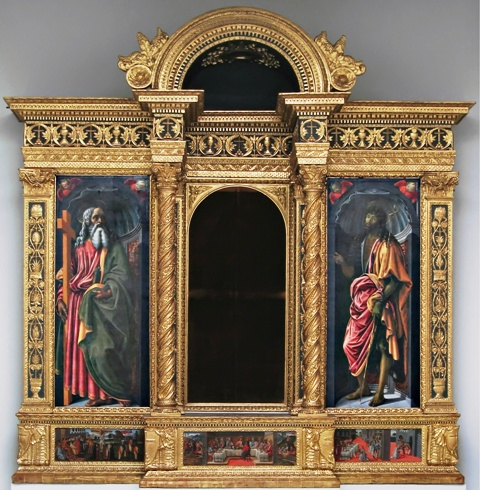
Табернакль Сакраменто (Табернакль Таинства Причастия) 1484—1491. Эмполи, Музей
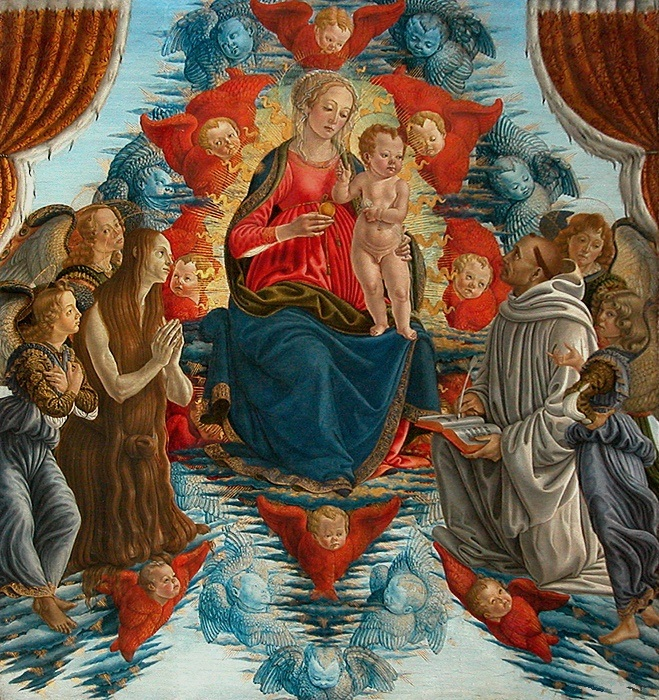
Мадонна во славе с ангелами и святыми Марией Магдалиной и Бернардином. 1480—1490. Лувр, Париж
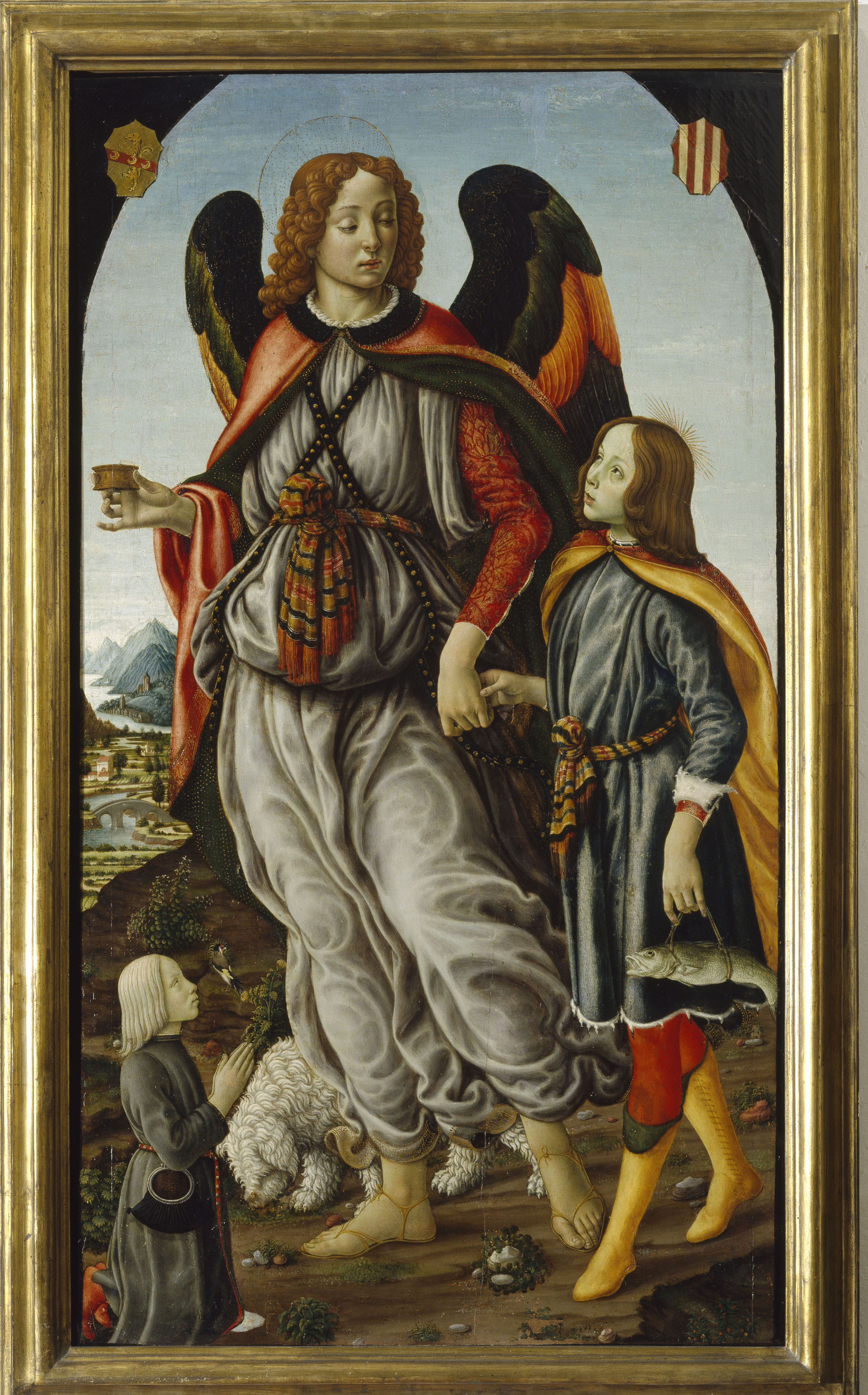
Архангел Рафаил с Товием и юношей-донатором. 1480—1490. Собор Санта-Мария-дель-Фьоре, Флоренция
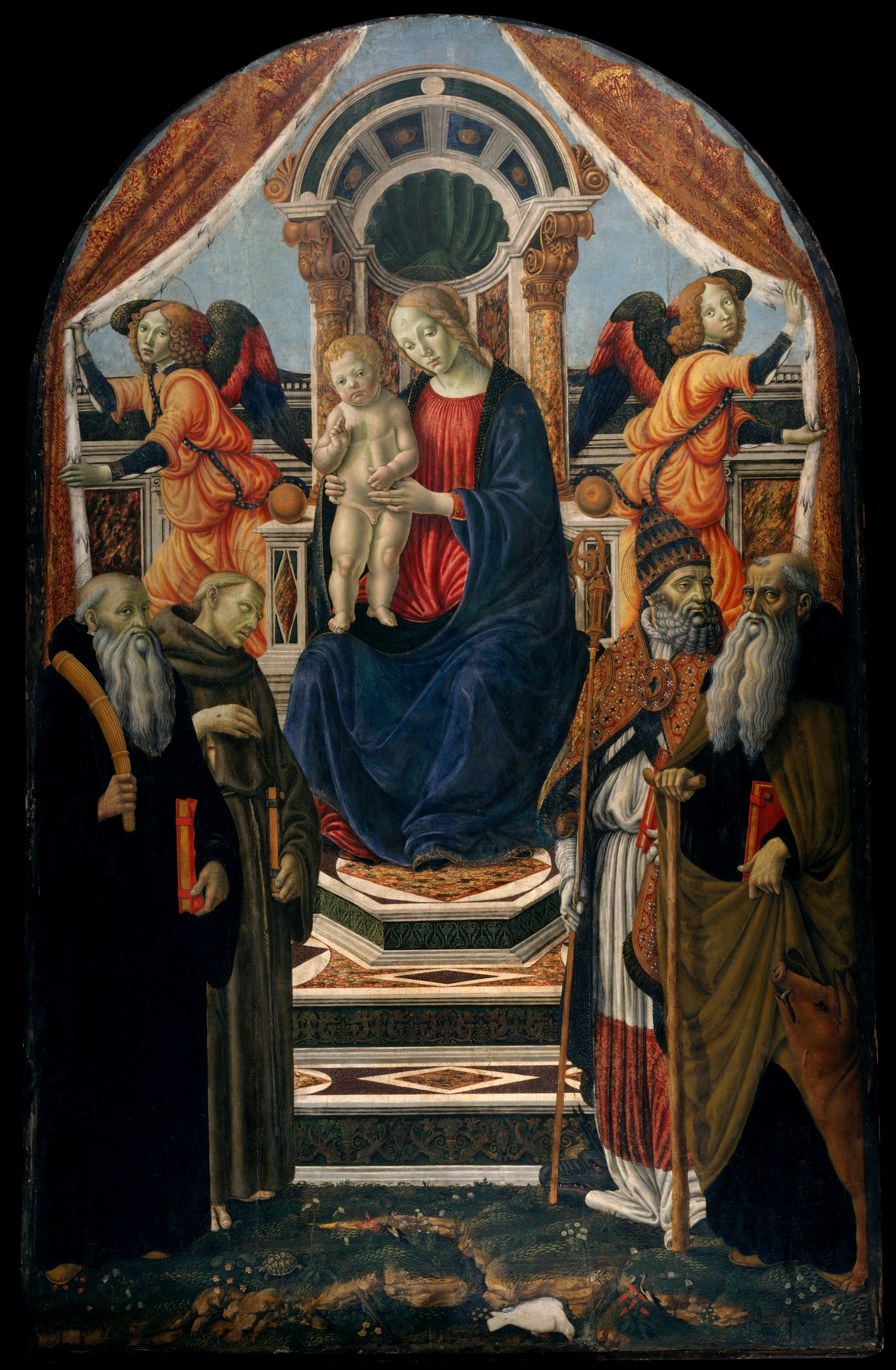
Мадонна с Младенцем на троне со святыми и ангелами. 1492—1495. Музей Метрополитен, Нью-Йорк
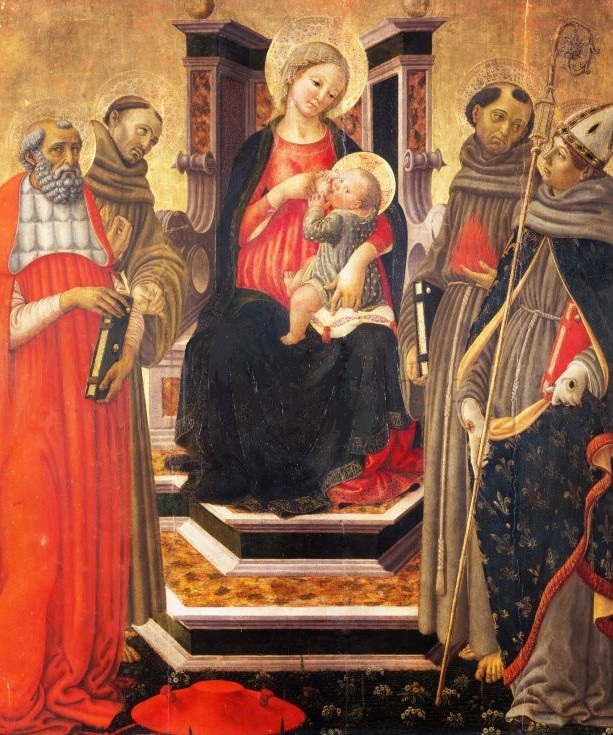
Мадонна с Младенцем на троне со святыми Иеронимом, Франциском Ассизским, Антонием Падуанским и Людовиком Тулузским. 1490—1498. Музей, Прато
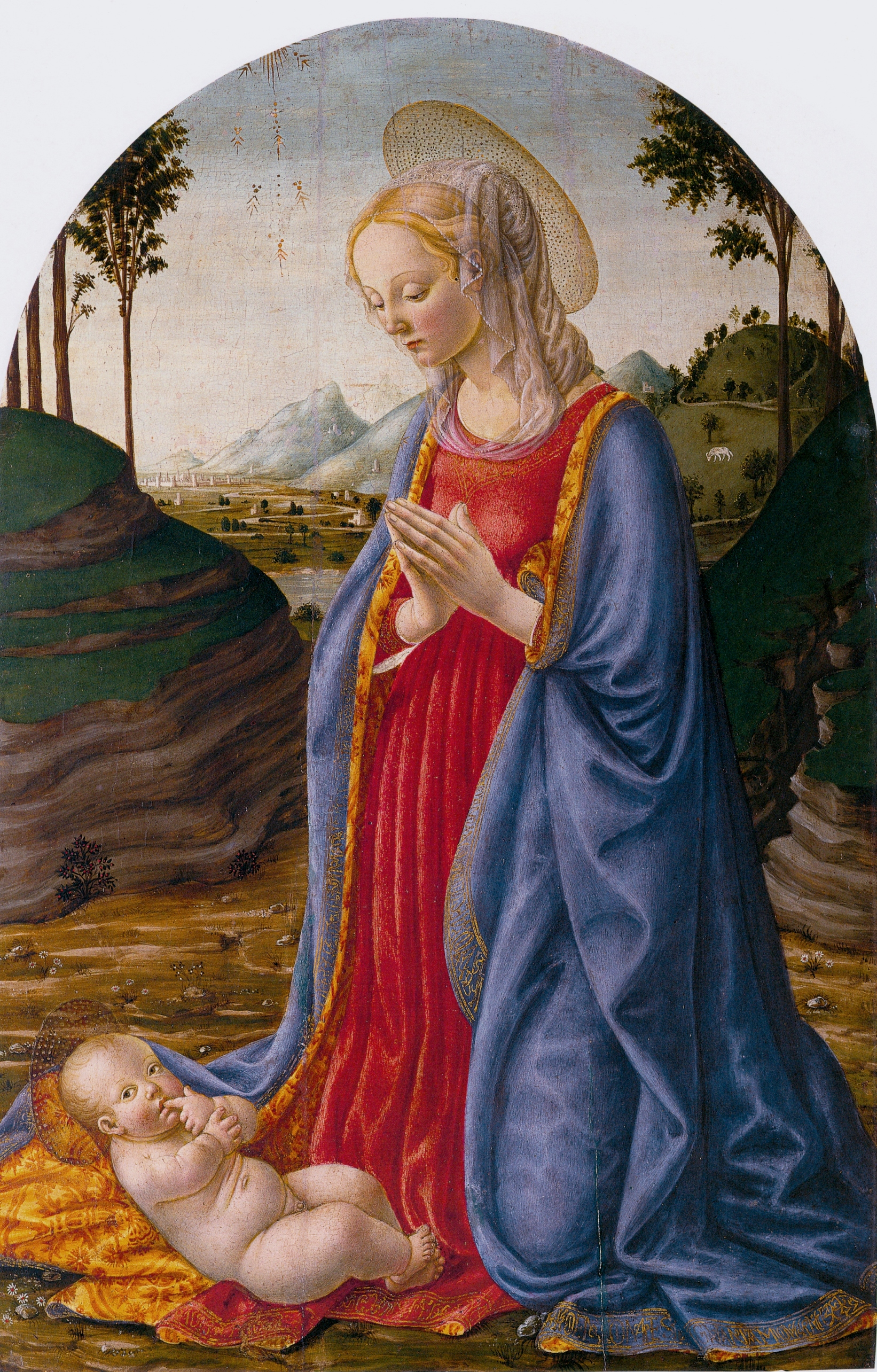
Мадонна поклоняющаяся младенцу Христу. 1490-е. Галерея Франкетти, Венеция